# Teeny Rock
La Teeny Rock (in lingua inglese: Roccia minuscola) è una minuscola formazione rocciosa situata all'estremità nordoccidentale delle Williams Hills, nel Neptune Range dei Monti Pensacola in Antartide. 
La formazione rocciosa è stata mappata dall'United States Geological Survey (USGS) sulla base di rilevazioni e foto aeree scattate dalla U.S. Navy nel periodo 1956-66.
La denominazione descrittiva è stata assegnata dall'Advisory Committee on Antarctic Names (US-ACAN) in riferimento alle minuscole dimensioni di questa formazione rocciosa.